# オットー4世 (神聖ローマ皇帝)
オットー4世（ドイツ語: Otto IV., 1175年 - 1218年5月19日）はホーエンシュタウフェン朝と対立したヴェルフ家唯一のローマ王（ドイツ王、在位: 1198年 - 1215年）、神聖ローマ皇帝（戴冠: 1209年10月21日）。1208年まではシュタウフェン朝フィリップの対立王。フィリップの死で帝位まで獲得したが教皇派（ゲルフ）の長でありながら教皇への背信を繰り返したことから1210年にローマ教皇インノケンティウス3世から破門を宣告されており、1214年のブーヴィーヌの戦いでフィリップの甥のフリードリヒ2世に敗れ翌年に帝位と王位を失った。バイエルン公兼ザクセン公ハインリヒ3世（ハインリヒ獅子公）とイングランド国王ヘンリー2世の娘マティルダの次男。ライン宮中伯ハインリヒ5世の弟、リューネブルク公ヴィルヘルムの兄。

## 生涯

### 幼年期

オットー4世が用いていた紋章

オットー4世はザクセン公ハインリヒ獅子公とその妻マティルダの3人目の子供として生まれるが、史料からオットーの正確な出生地を知ることはできない。
1182年7月末にシュタウフェン家出身の神聖ローマ皇帝フリードリヒ1世から国外追放を宣告された父ハインリヒに伴われ、イングランドに旅立った。母方の祖父であるヘンリー2世が統治するイングランドで幼少期を過ごした。オットーを養育していたイングランド国王リチャード1世は、オットーとスコットランド国王ウィリアム1世の王女マーガレットとの結婚を取り決めた。1194年2月、神聖ローマ皇帝ハインリヒ6世に捕らえられたリチャード1世は、釈放の条件として身代金などを支払い、その際にオットーと彼の弟ヴィルヘルムは人質としてハインリヒ6世の元に預けられた。同年末にオットーたちは解放され、イングランドに帰還する。1196年にオットーはポワトゥー伯に叙任され、リチャードが実施した対フランス戦争にはオットーも従軍した。

### シュヴァーベン公フィリップとの闘争
1197年にハインリヒ6世が没した後、ハインリヒ6世の弟シュヴァーベン公フィリップは大多数の諸侯から金銭と引き換えにローマ王（ドイツ君主）即位の支持を取り付けた。シュタウフェン家に敵対する諸侯はヴェルフ家の人間をローマ王に擁立しようと試みたが、ハインリヒ獅子公の子の中で最年長のハインリヒは十字軍に参加してローマ帝国に不在であったため、弟のオットーがフィリップの対立王に選ばれた。反シュタウフェン家の立場をとるケルン大司教アドルフは、ライン地方の諸侯に働きかけてオットーを擁立し、1198年6月9日にヴェルフ家の支持者によってローマ王に擁立された。同年7月12日、オットーはアーヘンでケルン大司教アドルフより戴冠される。聖職者のうちケルン大司教のみがローマ王冠を戴冠できる権限を有しており、戴冠式はオットーの即位の正当性を証明する象徴として重要な意味を持っていた。しかし、帝権を示す標章はシュタウフェン家が所有していたため、戴冠式では模造品の標章で代用された。
オットーは養育者であるイングランド国王リチャード1世の支援を受け、シュヴァーベン公フィリップはフランス国王フィリップ2世と同盟していたため、オットーの即位はイングランドとフランスの衝突を引き起こした。
一方、教皇庁は一人の君主の下でローマ帝国と南イタリアのシチリア王国が統合されている状況が続いていることを憂い、ローマ帝国とシチリアの分離、中部イタリアにおける教皇権の回復を図っていた。教皇インノケンティウス3世は帝国の混乱に乗じ、アンコーナ、スポレート、ペルージャなどのイタリアの都市からハインリヒ6世によって配置された帝国の封臣を追放することに成功した。帝国の廷臣の追放と並行して、インノケンティウス3世はトスカーナで形成された反帝国の都市同盟（League of San Genesio）を支持し、同盟は教皇の保護下に置かれた。インノケンティウス3世は、貧しく支持者の少ないオットーは教会の傀儡に適した人物と考え、彼を国王候補に選んだ。インノケンティウス3世は教皇が持つ皇帝候補の適格性の審査権を主張して国王選挙に介入し、1201年3月にインノケンティウス3世はオットーを唯一の正当なローマ王として認め、ローマ王選挙における教皇の介入の先例を作った。教皇からの支援の見返りとして、同年6月8日にオットーは中部イタリアにおける教会の権利の保障、シチリア王国に対する教皇の封主権の承認、イタリア政策における教皇の意向の尊重を約束した。ボヘミア国王オタカル1世は当初シュヴァーベン公フィリップを支持していたが、オットーはボヘミアからの支持も取り付けることができた。また、デンマーク国王ヴァルデマー2世からの支持も、オットーの正当性をより強固なものにしていた。
しかし、シュヴァーベン公フィリップはオットーの支持者との戦闘で勝利を重ね、1204年にはケルン大司教からローマ王冠を戴冠された。同年にイングランドがフランスとの戦闘に敗れたため、イングランドからの資金援助を絶たれたオットーは苦境に陥り、兄のハインリヒを含めた多くの諸侯がフィリップに味方した。1206年7月27日にオットーはヴァッセンベルク近郊の戦いでフィリップの軍に敗れて負傷し、教皇庁も内戦で優位に立つフィリップの支持に回った。フィリップは事実上のローマ王となり、オットーはブラウンシュヴァイク近郊の居城に退去を余儀なくされた。
インノケンティウス3世の仲介でオットーとフィリップはケルンで交渉を行い、フィリップはオットーにローマ王位請求権の放棄と引き換えに、フィリップの娘ベアトリクスとの結婚、シュヴァーベン公位、莫大な補償金の支払いを提示した。オットーはフィリップの提案を拒否し、再び内戦が勃発しようとしていたが、1208年6月8日にフィリップは個人的な怨恨が原因で暗殺される。

### 即位

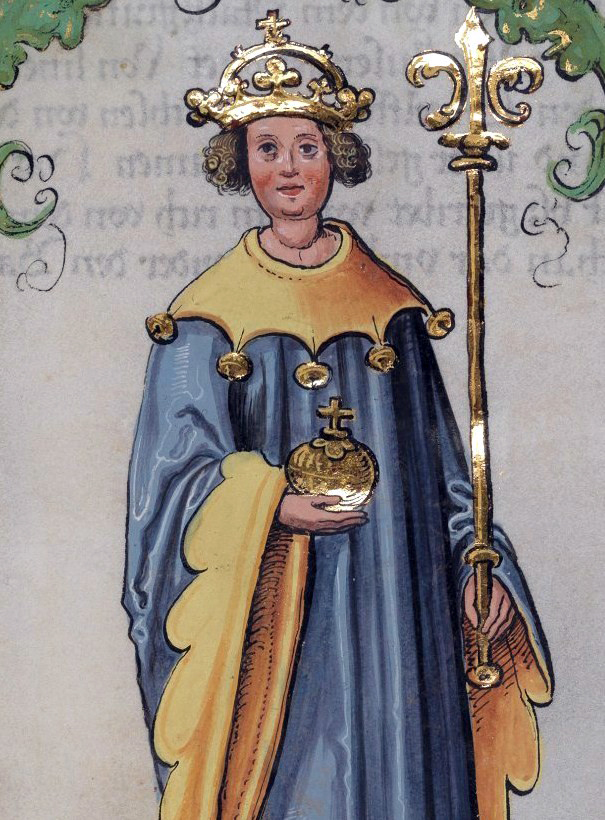
オットー4世

フィリップの死後、オットーはシュタウフェン家との関係を改善してベアトリクスと結婚するが、フィリップの遺領であるシュヴァーベン地方の人間はザクセン地方出身のオットーを「よそ者」と認識していた。フィリップの暗殺後にインノケンティウス3世は帝国諸侯にオットーの支持を呼びかけ、長く続く内戦に疲弊した諸侯たちはオットーの即位に同意した。1208年11月11日にフランクフルトで行われた皇帝選挙において、オットーは帝位の世襲を行わないことを宣言し、選帝侯全員からの支持を得た。
インノケンティウス3世とも和解を果たしたオットーは神聖ローマ皇帝への即位の準備に取り掛かった。1208年にオットーはヴェローナ、モデナ、ボローニャを経由してミラノに到着し、同地でロンバルディアの鉄王冠を戴冠され、「イタリア王」の称号を帯びた。1209年3月にオットーはシュパイアーで以下の事項を記した特許状を発布し、インノケンティウス3世に対して教皇の権威に服することを誓約した。
- マティルデ・ディ・カノッサの遺領を含む教皇領の回復
- シチリア政策における教皇の意向の尊重
- レガーリエンレヒト（司教の空位期間中、司教が置かれていない空の司教区から上がる収入を王が徴収する権利）の放棄
- シュポーリエンレヒト（死去した司教が有していた動産に対する王の権利）の放棄
- 教会法（カノン法）に基づく司教の選出

オットーはヴィテルボでインノケンティウス3世と面会し、1209年10月21日にオットーはサン・ピエトロ大聖堂でローマ皇帝に戴冠されたが、戴冠式を前にしてローマではオットーを追放する暴動が起きていた。

### インノケンティウス3世との対立と失脚

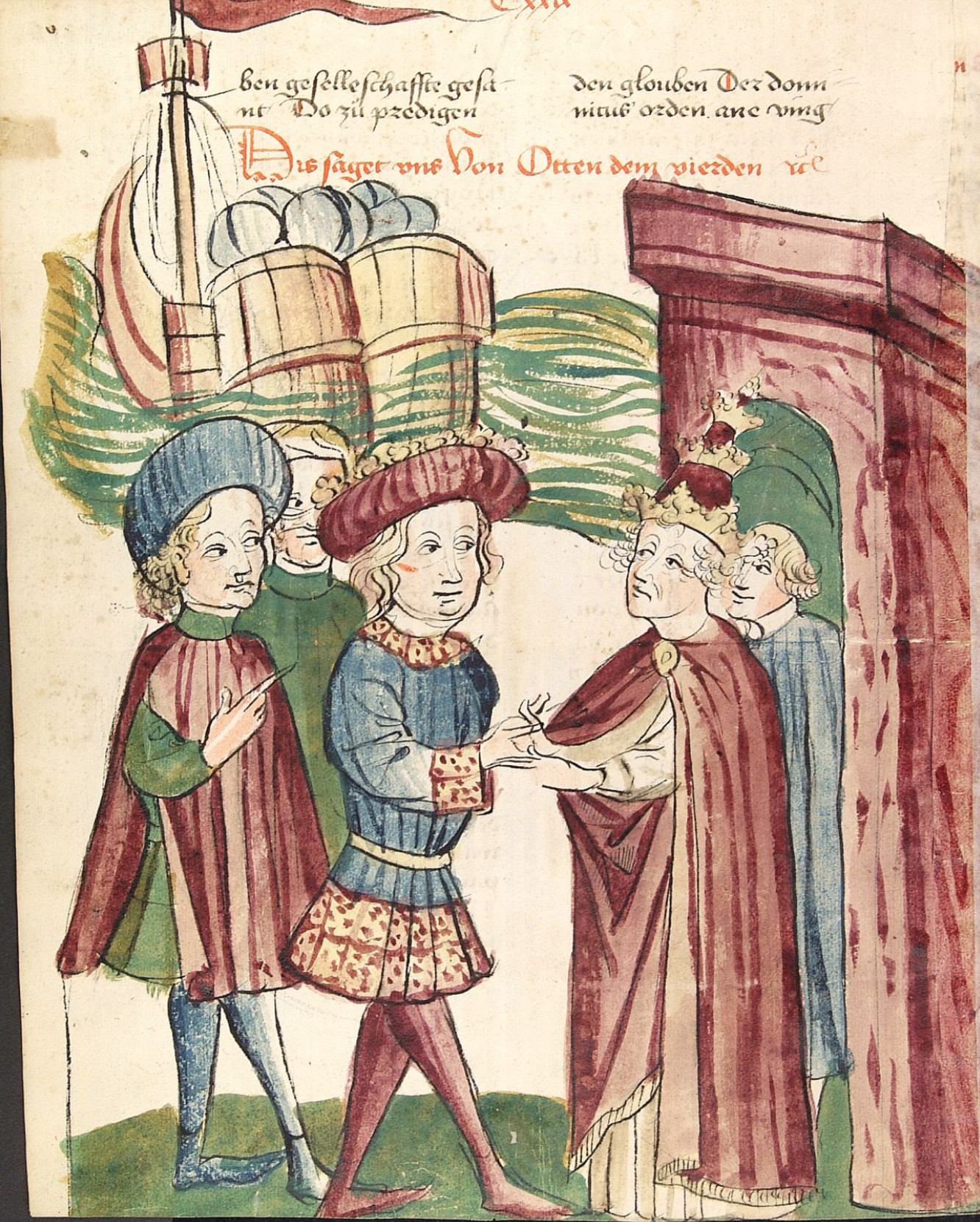
握手を交わすオットー4世とインノケンティウス3世

即位前に教皇と交わした数々の誓約を遵守する意思は、オットーにはおそらく皆無であった。ローマを発ったオットーは北に進み、11月20日にピサに到達する。ピサで出会ったアチェッラ伯ディーポルトらシチリア王国に臣従するアプーリアの封建貴族からの嘆願を受けて、オットーはシチリア遠征を決定する。
アンコーナとスポレートからは教皇の軍隊が追放され、2つの町は帝国の領地として編入された。そして、オットーはハインリヒ6世の遺児であるシチリア国王フリードリヒ2世に臣従を誓うことを求め、フリードリヒが要求を拒むと彼に領地の没収を宣告した。オットーはローマに進軍し、インノケンティウス3世にヴォルムス協約の取り消しと聖職者の叙任権の付与を要求した。
1210年11月にオットーはフリードリヒ2世が支配するシチリア王国の遠征に向かう。インノケンティウス3世はオットーの振る舞いに激怒し、11月18日にオットーに破門を宣告した。シチリア遠征が実施されたころ、ローマ帝国の諸侯たちはよりオットーへの不満を募らせていた。抗争の間も教皇側から交渉の申出があったが、勝利を確信していたオットーは妥協を示さず、インノケンティウス3世は反ヴェルフ派の諸侯に新たなローマ王の選出を認める。1211年、オットーがマインツ大司教、マクデブルク大司教らの諸侯とともに南イタリアに駐屯していたころ、インノケンティウス3世の承認とフランス王フィリップ2世の支援を受けた諸侯がニュルンベルクでフリードリヒ2世を新たなローマ王に選出した。

### 晩年

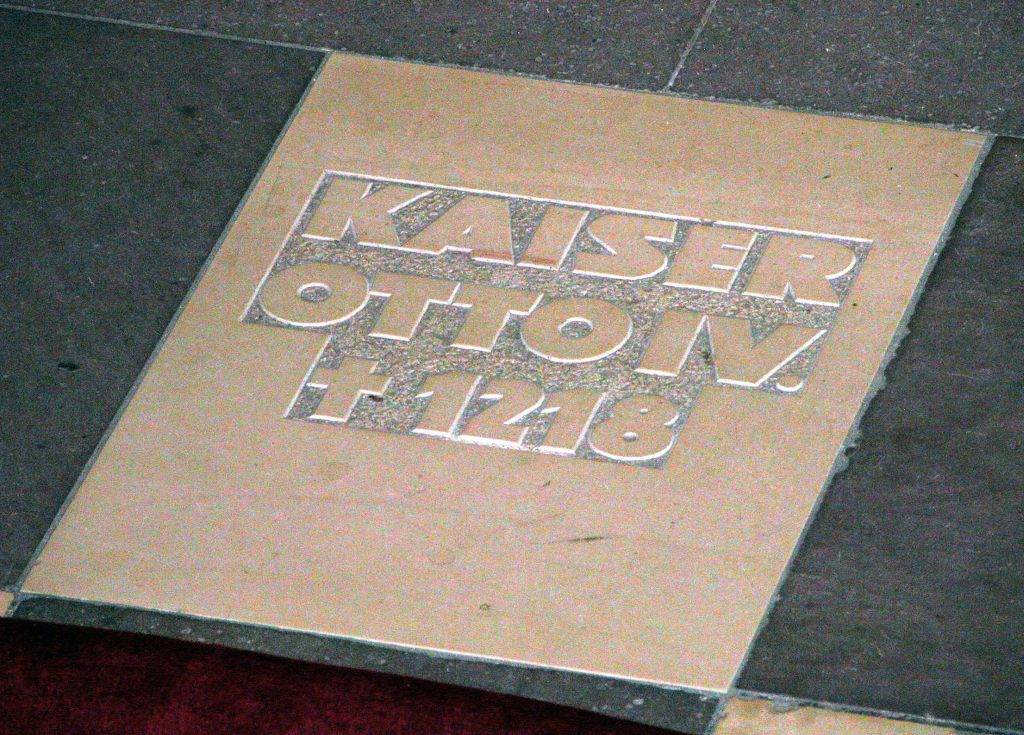
ブラウンシュヴァイク大聖堂のオットー4世の墓標板

オットーは窮地から脱するため、イタリアから帰国する。帰国したオットーはローマの諸侯と高位聖職者の多くが自分を敵視し、イタリアにいたはずのフリードリヒが警戒網を潜り抜けてアルプス山脈を越えてコンスタンツに到着したことを知った。オットーがイタリアから帰国して間もなくベアトリクスが没し、フリードリヒ2世がローマ帝国へ来ることを知ったバイエルン・シュヴァーベンの従士たちはオットーの元から離れていった。1212年12月5日、多数の選帝侯から支持されたフリードリヒ2世は改めてローマ王に選出される。
ローマ王位を巡るオットーとフリードリヒ2世の争いは膠着し、オットーとフリードリヒの内戦は2人の背後にいるフランス国王フィリップ2世とオットーの叔父でもあるイングランド国王ジョンとの関係にも影響を及ぼした。1213年のイングランドによるフランス艦隊の撃破はジョンによるフランス遠征の準備の始まりであり、オットーはフランス内のフリードリヒ2世の支持者を攻撃し、自らの威信を高めていた。1214年2月、ロワール川を渡るジョンと呼応したオットーがフランドル地方に進軍し、フランドル伯フェランと合流してフィリップ2世を挟撃する計画が立てられた。オットーはフェランの支配下に置かれているエノー地方のヴァランシエンヌ城に入り、イングランドから派遣された騎士・戦士を加えてフランスに進軍した。1214年7月27日にブーヴィーヌでオットー、ジョンらの連合軍とフランス軍が激突し、戦闘はフランス軍の勝利に終わった（ブーヴィーヌの戦い）。オットーは戦闘中にフランスのピエール・モーヴォワザン、ジラール・ラ・トリュイらに肉迫され、乗馬が負傷したために逃走したと伝えられている。ブーヴィーヌの敗戦により、ローマ王位を巡るオットーの敗北が決定づけられた。また、この戦闘でローマ帝国を象徴する「金色の鷲」はフランス軍の手に渡り、フィリップ2世からフリードリヒ2世に送られたと言われている。
1215年の第4ラテラン公会議の開催前、ミラノから派遣されたオットーの使者は破門の解除を嘆願した。使者はオットーが罪を悔悟していることを弁明し、教皇に一切の服従を誓うことを約束したが、インノケンティウス3世はフリードリヒ2世を新たなローマ王にすることを決めていた。1215年、オットーはローマ皇帝位を断念する。
ブーヴィーヌで敗れたオットーは本拠地であるブラウンシュヴァイクへの撤退を余儀なくされ、フリードリヒ2世はアーヘンとケルンを獲得した。以降、オットーは没するまでブラウンシュヴァイクから出ることはほとんど無かった。1218年5月19日にハルツ城でオットーは赤痢により死去、死の間際に破門の解除を懇願した。オットーの遺体はブラウンシュヴァイク大聖堂に埋葬された。なお、ブラウンシュヴァイクの誇るアントン・ウルリヒ公博物館（Herzog Anton Ulrich-Museum）にはオットーの遺品も収蔵されている。

## 人物像
オットー4世は頑強な長身の体躯を持つ、強情かつ傲慢な性格の人物と伝えられている。ウルスベルクの年代記においては、「傲慢で愚かだが、勇敢さを持った」人物と述べられている。イタリアで帝位に就きドイツに帰国したオットーを歓迎する歌を作ったこともあるミンネゼンガー（吟遊詩人）のヴァルター・フォン・デア・フォーゲルヴァイデは、後に「もしも彼に背丈程気前のよさがあったなら　多くの美点を備えていたのに」と揶揄した。また、吝嗇とも言えるほどの倹約家だと伝えられている。大方の否定的評価に対して、オットーの属するヴェルフェン家とライヴァル関係にあったホーエンシュタウフェン家寄りの歴史観の犠牲になったとする見方もある。「母親はプランタジネット家のヘンリ2世の娘であったし、父親（ザクセン公ハインリヒ獅子公）の政争に起因する亡命で、自身英国宮廷に保護されそこで成長したので、ドイツ人であるよりもイングランド人だといったほうがよいほどだった」。　
英独仏伊の皇帝・王侯に仕えたティルベリのゲルウァシウス（ラテン語：Gervasius Tilberiensis、独：Gervasius von Tilbury、英：Gervase of Tilbury、仏：Gervais de Tilbury; 1152年頃-1220年以後）はオットーによりアルル王国宮廷元帥（名誉職）に任じられ、皇帝に奇譚集『皇帝の閑暇』（Otia Imperialia; 1209年から1214年にかけて執筆）を献呈している（献呈した時にはオットーは皇帝の地位を追われていた）。

## 家族
オットーはベアトリクス死去後の1214年4月19日にブラバント公アンリ1世の娘マリアと再婚するが、2度の結婚で子がなかったため、甥のオットー（後のブラウンシュヴァイク＝リューネブルク公オットー1世）が遺領を継いだ。